# Magneux, Marne

Magneux este o comună în departamentul Marne, Franța. În 2009 avea o populație de 252 de locuitori.